# 热夜之梦
热夜之梦（Fevre Dream）是美国奇幻作家乔治·R·R·马丁所著的一部奇幻小说。本书故事背景是1857年南北战争前的美国（蒸汽船时代），描写了船长阿布纳·马什和雇佣他的吸血鬼乔希·约克的旅行，主题是友谊和希望，全书风格沉郁，具有传奇色彩。，1982年由海神出版社出版，並於2001年由獵戶座叢書公司以他們『奇幻大師選』系列的第十三本出版。本書曾於1983年入圍世界奇幻獎和軌跡獎。